# Хилиуцы (Рышканский район)
Хилиуцы, Хилиуць (рум. Hiliuţi) — село в Рышканском районе Молдовы. Относится к сёлам, не образующим коммуну.

## География
Село расположено на высоте 200 метров над уровнем моря.

## Население
По данным переписи населения 2004 года, в селе Хилиуць проживает 2476 человек (1201 мужчина, 1275 женщин).
Этнический состав села:
| Национальность | Число жителей | Процентный состав |
| -------------- | ------------- | ----------------- |
| молдаване      | 2440          | 98,55             |
| румыны         | 17            | 0,69              |
| украинцы       | 10            | 0,4               |
| русские        | 7             | 0,28              |
| болгары        | 1             | 0,04              |
| прочие         | 1             | 0,04              |
| Всего          | 2476          | 100 %             |